# Trstenik (Korčula)
Trstenik je nenaseljeni otočić u hrvatskom dijelu Jadranskog mora. Nalazi se u Lastovskom kanalu, uz zapadni dio južne obale otoka Korčule, oko 450 m od njene obale. Katastarski je dio općine Vela Luka.
Njegova površina iznosi 0,278423 km2. Dužina obalne crte iznosi 2535 m, a iz mora se uzdiže 21 m.